# 塚越 (川崎市)
塚越（つかごし）は、神奈川県川崎市幸区の町名。現行行政地名は塚越1丁目から塚越4丁目。住居表示は未実施。

## 地理
幸区の中央部に位置し、西に東小倉、北に新塚越・下平間、北東に古川町、東に戸手本町、南に横浜市鶴見区矢向と接している。

## 歴史

### 地名の由来
当地に古墳と思われる古い塚(塚越古墳)があったためとされている。。

### 沿革
- 1924年（大正13年）7月1日 - 橘樹郡御幸村が川崎市に編入。御幸村大字塚越が、川崎市塚越となる。
- 1951年（昭和26年）4月 - 耕地整理により、塚越の一部を分離し、塚越1丁目から塚越4丁目を新設。
- 1972年（昭和47年）4月1日 - 川崎市が政令指定都市の制定に伴い、幸区が新設。川崎市幸区塚越（1〜4丁目）となる[5][7]。
- 2002年（平成12年） 塚越1丁目の一部（東芝ダイカスト跡地）が新塚越となる[8]。

## 世帯数と人口
2025年（令和7年）6月30日現在（川崎市発表）の世帯数と人口は以下の通りである。
| 丁目      | 世帯数    | 人口     |
| --------- | --------- | -------- |
| 塚越1丁目 | 854世帯   | 1,945人  |
| 塚越2丁目 | 1,601世帯 | 3,116人  |
| 塚越3丁目 | 1,396世帯 | 2,963人  |
| 塚越4丁目 | 2,697世帯 | 6,286人  |
| 計        | 6,548世帯 | 14,310人 |

### 人口の変遷
国勢調査による人口の推移。
| 年                 | 人口   |
| ------------------ | ------ |
| 1995年（平成7年）  | 8,922  |
| 2000年（平成12年） | 10,061 |
| 2005年（平成17年） | 9,962  |
| 2010年（平成22年） | 11,387 |
| 2015年（平成27年） | 12,828 |
| 2020年（令和2年）  | 13,610 |

### 世帯数の変遷
国勢調査による世帯数の推移。
| 年                 | 世帯数 |
| ------------------ | ------ |
| 1995年（平成7年）  | 3,611  |
| 2000年（平成12年） | 4,135  |
| 2005年（平成17年） | 4,276  |
| 2010年（平成22年） | 5,061  |
| 2015年（平成27年） | 5,534  |
| 2020年（令和2年）  | 5,767  |

## 学区
市立小・中学校に通う場合、学区は以下の通りとなる（2025年4月時点）。
| 丁目      | 番・番地等 | 小学校             | 中学校             |
| --------- | ---------- | ------------------ | ------------------ |
| 塚越1丁目 | 全域       | 川崎市立古川小学校 | 川崎市立塚越中学校 |
| 塚越2丁目 | 全域       | 川崎市立古川小学校 | 川崎市立塚越中学校 |
| 塚越3丁目 | 全域       | 川崎市立古川小学校 | 川崎市立塚越中学校 |
| 塚越4丁目 | 全域       | 川崎市立古川小学校 | 川崎市立塚越中学校 |

## 事業所
2021年（令和3年）現在の経済センサス調査による事業所数と従業員数は以下の通りである。
| 丁目      | 事業所数  | 従業員数 |
| --------- | --------- | -------- |
| 塚越1丁目 | 37事業所  | 212人    |
| 塚越2丁目 | 109事業所 | 697人    |
| 塚越3丁目 | 63事業所  | 2,538人  |
| 塚越4丁目 | 53事業所  | 473人    |
| 計        | 262事業所 | 3,920人  |

### 事業者数の変遷
経済センサスによる事業所数の推移。
| 年                 | 事業者数 |
| ------------------ | -------- |
| 2016年（平成28年） | 284      |
| 2021年（令和3年）  | 262      |

### 従業員数の変遷
経済センサスによる従業員数の推移。
| 年                 | 従業員数 |
| ------------------ | -------- |
| 2016年（平成28年） | 3,809    |
| 2021年（令和3年）  | 3,920    |

## 施設
- 川崎市立塚越中学校
- 幸警察署 塚越交番
- キヤノン 矢向事業所

## その他

### 日本郵便
- 郵便番号 : 212-0024[3]（集配局 : 川崎港郵便局[19]）

### 警察
町内の警察の管轄区域は以下の通りである。
| 丁目      | 番・番地等 | 警察署   | 交番・駐在所 |
| --------- | ---------- | -------- | ------------ |
| 塚越1丁目 | 全域       | 幸警察署 | 塚越交番     |
| 塚越2丁目 | 全域       | 幸警察署 | 塚越交番     |
| 塚越3丁目 | 全域       | 幸警察署 | 塚越交番     |
| 塚越4丁目 | 全域       | 幸警察署 | 塚越交番     |